# Валь-де-Боньєр
Валь-де-Боньєр (фр. Val-de-Bonnieure) — муніципалітет у Франції, у регіоні Нова Аквітанія, департамент Шаранта. Валь-де-Боньєр утворено 1-1-2018 шляхом злиття муніципалітетів Сент-Анжо, Сент-Коломб i Сент-Аман-де-Боньєр. Адміністративним центром муніципалітету є Сент-Анжо. Населення — 1329 осіб (01.01.2021).